# Lemignano
Lemignano is een plaats (frazione) in de Italiaanse gemeente Collecchio.